# تي-60
تي-60 دبابة قتال رئيسية صممت وصنعت في الاتحاد السوفيتي عام 1941-1942 . وقد تم تصنيع ما يقرب من 6,292 دبابة . وقد صمم الخزان الخاص بها ليحل محل الدبابة T-38